# Vernon God Little
Vernon God Little es una novela del escritor australiano DBC Pierre, publicada el 20 de enero de 2003. Fue la primera novela del autor y ganó el Premio Booker en 2003, además de haber sido adaptada en varias obras de teatro. Rufus Norris dirigió una adaptación teatral en el 2007, escrita por Tanya Ronder y protagonizada por Colin Morgan como Vernon y Penny Layden como Vaine.

## Sinopsis
Vernon Gregory Little es un muchacho de quince años de edad que vive junto a su madre en Martirio, un pequeño pueblo en el estado de Texas. Su madre, Doris, parece existir únicamente para bajarle la autoestima y para clavarle un cuchillo emocional en la espalda diciéndole que se corte el cabello y consiga trabajo. El padre de Vernon ha desaparecido, pero él lo recuerda vagamente similar al actor Brian Dennehy. 
Cuando su mejor amigo, Jesús Navarro, se suicida tras realizar una matanza en su instituto, la sospecha recae en Vernon y es condenado por el delito antes de que siquiera haya comenzado la investigación. Muy pronto, se convierte en el chivo expiatorio en su pequeña ciudad natal de Martirio. Ante el temor de la pena de muerte, solo, y sin nadie a quien acudir, Vernon huye de su casa en busca de una fantasía tropical: una cabaña en una playa en México, que una vez vio en una película. Pero la policía y los equipos de televisión no lo dejarán escaparse tan fácilmente, por lo que se ponen rápidamente en su persecución.

## Personajes
- Vernon Gregory Little, el protagonista principal buscador de una mejor vida.
- Doris Eleanor Little, la desinteresada madre de Vernon.
- Vaine Millicent Gurie, la Sheriff que está dentro de la investigación de Vernon. Es vista como una madre por Vernon.
- Jesus Navarro, amigo de Vernon, él es el responsable de la matanza en el instituto.
- Palmyra, mejor amiga de la madre de Vernon.
- Mr. Marion Nuckels es la maestra de física de Vernon.
- Mrs. Lechunga, vecina gorda de Vernon.

## Temas y estilo
Los jueces del Premio Booker describieron este libro como una "chispeante comedia de humor negro que refleja nuestras preocupaciones pero también nuestra fascinación por América."
El personaje de Vernon, el de un adolescente con problemas e incomprendido ha sido comparado con el personaje de Holden Caulfield de J. D. Salinger en el libro The Catcher in the Rye. También hay similitudes importantes con el libro de Mark Twain, Las aventuras de Huckleberry Finn. 
El libro está escrito en lengua vernácula contemporánea, con el uso de lenguaje satírico y una ironía ingeniosa. El pueblo en el que vive Vernon, Martirio, es irónico dado que en el idioma español Martirio significa sufrimiento físico o psicológico intenso, entre otros.

## Publicación y distribución
Antiguamente un artista, dibujante, fotógrafo y director de cine, y más tarde acusado de ser un estafador y ladrón después de la salvaje masacre internacional, alimentada por las drogas en sus veinte años, Pierre escribió la novela en Londres, después de un período de terapia, de reconstrucción personal y el desempleo. Afirma que su novela fue una reacción a la cultura de su alrededor, que después de su reorientación en la vida parecía estar lleno de las mismas conductas delirantes y auto-atribuciones que trajeron su propia caída anterior.
El libro ha sido traducido en más de 40 idiomas en todo el mundo bajo una variedad de diferentes títulos.

## Recepción
El libro recibió críticas mixtas. El diario británico Mail On Sunday escribió: "Desde la primera lectura de la obra maestra de John Kennedy Toole, La conjura de los necios, nunca había reído tanto, o sentir como un verdadero placer por el descubrimiento de una voz cómica completamente nueva."
John Carey, profesor de la literatura y Inglés en la Universidad de Oxford, y el presidente de los jueces en los Premios Booker en 2003, dijo: "La lectura del libro me hizo pensar en cómo el idioma inglés se encontraba en los días de Shakespeare, enormemente libre y creativa y muy idiomática y lleno de poesía también."
Theodore Dalrymple, escribió que la novela "fue una obra indecible de maldad y vulgaridad", que "se manifestó incluso en su primera frase, y se agravó en el primer párrafo y progresó"; Dalrymple describió al autor como "un hombre sin talento literario discernible cuya vulgaridad en la mente era profunda y profunda". 

## Adaptaciones

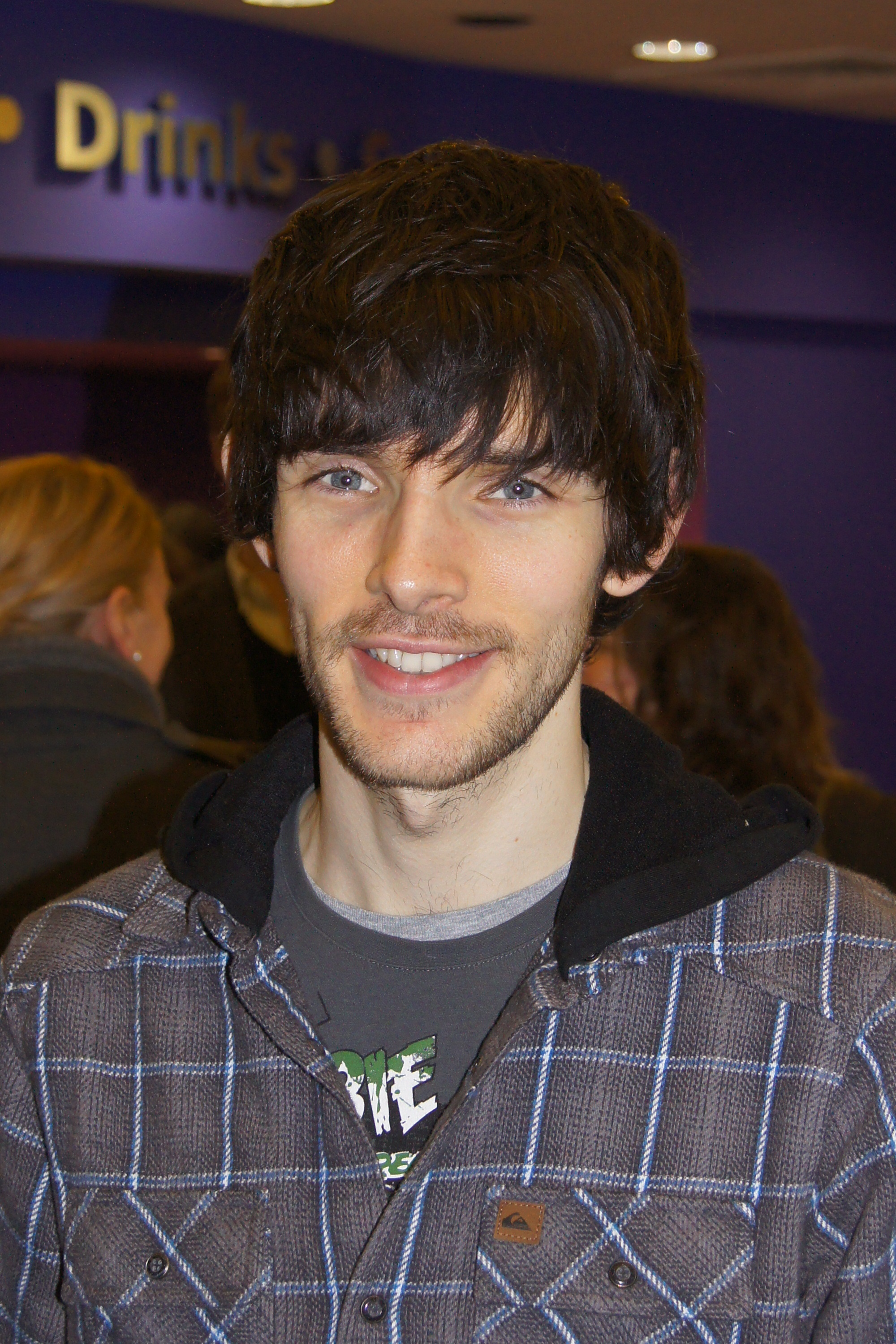
Colin Morgan, interpreté de Vernon en la adaptación teatral de 2007.

En el 2005, Variety informó que Pawel Pawlikowski estaba trabajando en la producción de una adaptación cinematográfica del libro, con Filmfour Prodution. Rufus Norris dirigió una adaptación teatral, escrita por Tanya Ronder, en el teatro Young Vic en el 2007 protagonizada por Colin Morgan como Vernon y Penny Layden como Vaine.
El director alemán Werner Herzog, está trabajando en una adaptación cinematográfica de Vernon God Little, con guion escrito por Andrew Birkin.